# Grote bloedworm
De grote bloedworm (Strongylus vulgaris) is de naam van een parasitaire maagdarmworm uit de familie van de Strongylidae uit de orde  Strongylida van de Nematoda. Het zijn rondwormen die leven als parasiet in het spijsverteringskanaal en de slagaderen van paarden. Deze bloedworm behoort tot de zogenaamde grote strongyliden waartoe ook rondwormen met een vergelijkbare leefwijze behoren zoals Strongylus edentatus, S. equinus en soorten uit de geslachten Triodontophorus en Craterostomum.

## Levenscyclus
De besmetting van gezonde paarden met deze worm begint als paarden grazen in een weiland waarin besmette paarden hebben gelopen en hun ontlasting hebben achtergelaten. Hierin zitten volwassen wormen en eitjes die door de mest tegen uitdroging worden beschermd. Deze eitjes worden na één tot twee weken besmettelijke larven in het stadium L3. Deze larven in het milieu kunnen het twee jaar uithouden. Bij het grazen komen deze larven in de dikke darm van het paard en dringen door de darmwand en verplaatsen zich langs de wanden van de slagaders, tegen de stroom in, van de dikke darm naar de grote lichaamsslagader. In de bloedbaan doorlopen de larven een volgend stadium. Daarna dringen ze weer via de darmwand de darmen binnen en worden daar binnen zes tot acht weken volwassen.

## Ziekteverschijnselen
De larven in de bloedbaan kunnen leiden tot ontstekingen in de darmslagader waardoor bloedpropjes ontstaan die elders in de slagaders die naar de darmen lopen verstoppingen (infarcten) veroorzaken. Stukken darmwand kunnen daardoor afsterven en in het ergste geval leiden tot een koliek die fataal wordt voor het paard.
Door het gebruik van goede ontwormingsmiddelen is de grote bloedworm de laatste decennia afgenomen. Op veel paardenbedrijven komen grote strongyliden niet meer voor.

## Trivia
Het woord bloedworm wordt ook wel gebruikt voor de larven van dansmuggen (geslacht Chironomus) die gebruikt worden als aas en voedsel voor aquariumvissen. 